# Chase the Devil
'Chase the Devil'은 1976년에 발표된 맥스 로미오의 레게 노래다. 리 '스크래치' 페리의 하우스 밴드인 업세터스가 백킹했다.

## 배경
페리와 로미오가 작곡한 'Chase the Devil'은 1976년에 발표된War ina Babylon 앨범에 수록되었다. 1976년에는 업세터스가 다른 가사로 개사한 버전을 녹음하기도 했다. 제목은 'Croaking Lizard'이며, 이 트랙은 업세터스와 프린스 재즈보의 앨범 Super Ape에 수록되었다. 이후, 페리는 'Disco Devil'이라는 덥 리믹스 버전을 만들었다.

## 의미
로미오는 2010년에 있었던 BBC와의 인터뷰에서 이 노래의 의미를 설명했다. 로미오는 악마(the devil)란 우리 마음에 있는 모든 부정적인 것이며, 철제 셔츠(iron shirt)란 악마를 몰아낼 수 있게 하는 우리의 정신력이라고 설명했다.

## 트랙 목록
- 7인치 싱글(영국)[2]

Max Romeo – Chase the Devil
The Upsetters (Feat. Prince Jazzbo) – Croaking Lizard
- 7인치 싱글(프랑스)[3][4]

Chase the Devil -3:25
One Step Forward (Oye Oye Reggae) – 5:00

## 샘플링, 커버 및 미디어 출현
- 1992년에 발표된 프로디지의 'Out of Space'가 이 노래를 샘플링했다.[5]
- Mellow Trax 역시 1999년에 발표한 노래 'Outa Space'에서 동일한 샘플을 사용했다.[6]
- 카니예 웨스트는 'Chase the Devil'을 변형한 샘플을 사용하여 제이Z의 노래 'Lucifer'를 제작했으며, 2003년에 발표된 제이Z의 앨범 The Black Album에 수록했다.
- 매드니스는 2005년에 발표된 커버 앨범 The Dangermen Sessions Vol. 1에서 이 노래의 커버 곡을 수록했다.[7]
- 2011년에 개봉한 영화 황당한 외계인: 폴에서 사용되었다.[8]
- 이 노래의 샘플은 2011년에 발표된 Coki의 트랙 'Lucifer'에서 사용되었다.[9]
- 이 노래는 비디오 게임 Grand Theft Auto : San Andreas의 'K-Jah West'라는 라디오 방송국에서 나온다.[10] 리믹스 'Disco Devil'은 그랜드 테프트 오토 V의 'Blue Ark'라는 라디오 방송국에서 등장한다.